# Olympische Sommerspiele 1992/Teilnehmer (Lettland)
| Gelbes Symbol für Goldmedaillen mit stilisierten Olympischen Ringen | Graues Symbol für Silbermedaillen mit stilisierten Olympischen Ringen | Braundes Symbol für Bronzemedaillen mit stilisierten Olympischen Ringen |
| ------------------------------------------------------------------- | --------------------------------------------------------------------- | ----------------------------------------------------------------------- |
| —                                                                   | 2                                                                     | 1                                                                       |

Lettland nahm an den Olympischen Sommerspielen 1992 in Barcelona mit einer Delegation von 34 Athleten (25 Männer und neun Frauen) an 31 Wettkämpfen in dreizehn Sportarten teil. Es war, nach Auflösung der Sowjetunion, die erste Teilnahme des Landes als unabhängige Nation seit 1936. Fahnenträger bei der Eröffnungsfeier war der Gewichtheber Raimonds Bergmanis.

## Medaillengewinner

### Silber
| Name              | Sportart | Wettkampf                          |
| ----------------- | -------- | ---------------------------------- |
| Ivans Klementjevs | Kanu     | Männer, Einer-Canadier, 1000 Meter |
| Afanasijs Kuzmins | Schießen | Männer, Schnellfeuerpistole        |

### Bronze
| Name         | Sportart | Wettkampf             |
| ------------ | -------- | --------------------- |
| Dainis Ozols | Radsport | Männer, Straßenrennen |

## Teilnehmer nach Sportarten

### Boxen
Männer
- Igors Šaplavskis
Halbmittelgewicht: Viertelfinale

### Gewichtheben
Männer
- Raimonds Bergmanis
Superschwergewicht: 14. Platz

- Aleksandrs Žerebkovs
Mittelgewicht: 14. Platz

### Judo
Männer
- Vadims Voinovs
Halbschwergewicht: 21. Platz

- Vsevolods Zeļonijs
Halbleichtgewicht: 24. Platz

### Kanu
| Männer - Ivans Klementjevs Canadier-Einer, 1000 Meter: Silber - Jefimijs Klementjevs Canadier-Einer, 500 Meter: Halbfinale | Frauen - Dzintra Blūma Kajak-Einer, Slalom: 24. Platz |

### Leichtathletik
| Männer - Māris Bružiks Dreisprung: 10. Platz - Igors Kazanovs 110 Meter Hürden: Halbfinale - Aleksandrs Obižajevs Stabhochsprung. Kein gültiger Versuch in der Qualifikation - Mārcis Štrobinders Speerwurf: 19. Platz in der Qualifikation | Frauen - Ilga Bērtulsone Diskuswurf: 19. Platz in der Qualifikation - Valentīna Gotovska Hochsprung: 13. Platz - Anita Klapote 10.000 Meter: DNF |

### Moderner Fünfkampf
Männer
- Staņislavs Dobrotovskis
Einzel: 52. Platz
Mannschaft: 17. Platz

- Vjačeslavs Duhanovs
Einzel: 64. Platz
Mannschaft: 17. Platz

- Kirils Medjancevs
Einzel: 26. Platz
Mannschaft: 17. Platz

### Radsport
Männer
- Ainārs Ķiksis
Sprint: 5. Runde

- Dainis Ozols
Straßenrennen: Bronze

- Arvis Piziks
Straßenrennen: 8. Platz

- Arnolds Ūdris
Straßenrennen: 53. Platz
Punktefahren: Vorrunde

- Ingus Veips
1000 Meter Zeitfahren: 11. Platz

### Ringen
Männer
- Eduards Žukovs
Federgewicht, Freistil: 4. Runde

### Rudern
| Männer - Uģis Lasmanis Einer: 9. Platz | Frauen - Gunta Lamaša & Liene Sastapa Zweier ohne Steuerfrau: 11. Platz |

### Schießen
| Männer - Afanasijs Kuzmins Schnellfeuerpistole: Silber | Offene Klasse - Boriss Timofejevs Skeet: 11. Platz |

### Schwimmen
Männer
- Artūrs Jakovļevs
100 Meter Schmetterling: 33. Platz

### Segeln
| Männer - Ansis Dāle Windsurfen: 29. Platz | Frauen - Ilona Dzelme Windsurfen: 21. Platz |

### Tennis
Frauen
- Agnese Gustmane
Einzel: 2. Runde
Doppel: 1. Runde

- Larisa Neiland
Einzel: 1. Runde
Doppel: 1. Runde